# Lars Steinhöfel

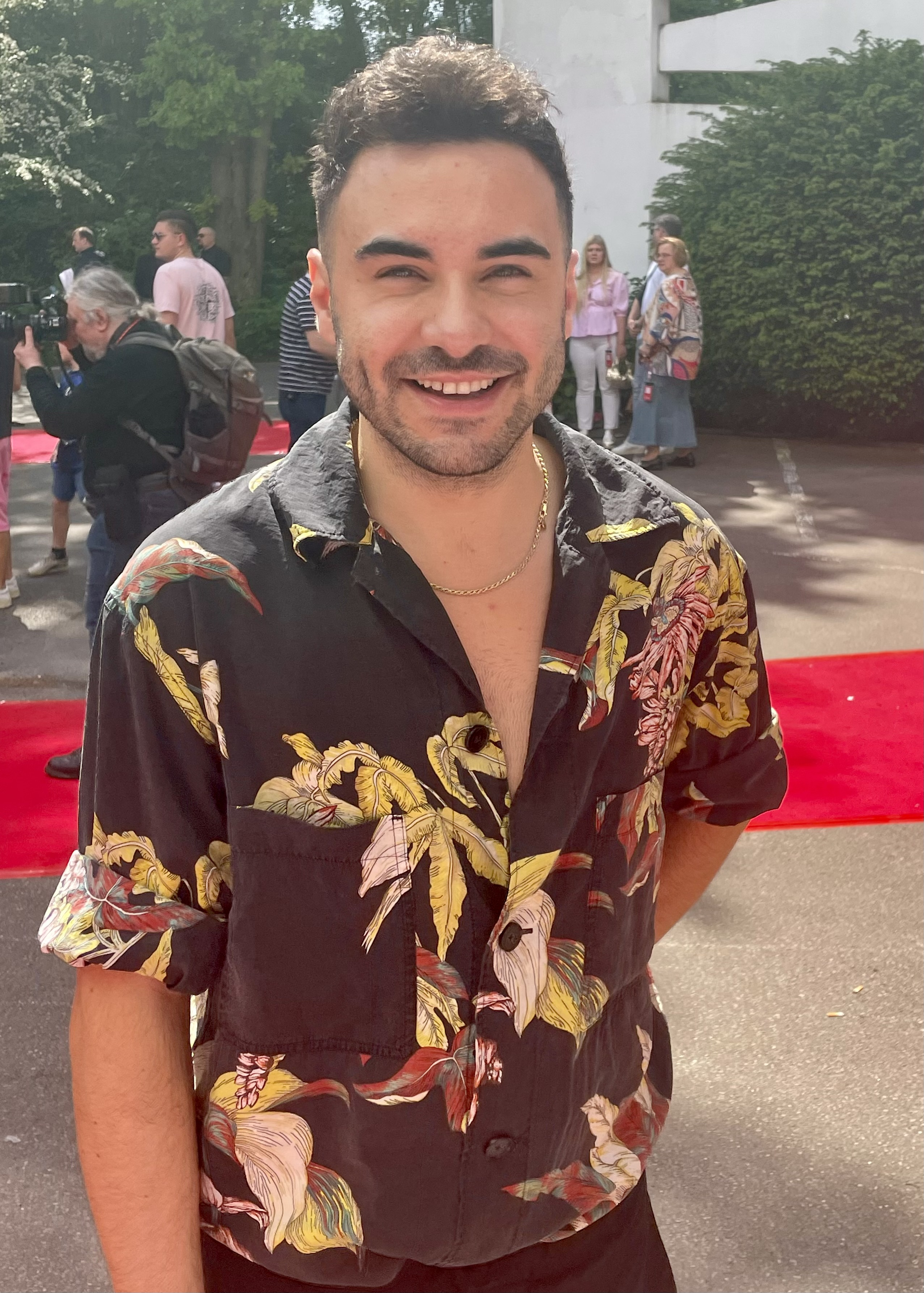
Lars Steinhöfel (2024)

Lars Steinhöfel (* 27. Januar 1986 in Ost-Berlin) ist ein deutscher Schauspieler.

## Leben
Lars Steinhöfel hat einen Realschulabschluss und besuchte bis zu seinem Schulabbruch das Hans-und-Hilde-Coppi-Gymnasium. Er holte sein Abitur am Abendgymnasium Köln nach.
Er war Darsteller im Hansa Theater Berlin, wo er in dem Stück … und Zille mittenmang mitwirkte. Im Casting kam er in die engere Auswahl und wurde später einer von drei Berliner Jungs. Dieses Stück wurde von Klaus Rumpf und Sabine Thiesler produziert und inszeniert.
Außerdem wirkte er im Film Unser Papa, das Genie (2001) als Sohn Paul mit.
Er spielte bei Hallo Robbie! im ZDF und später in der SAT1-Serie Für alle Fälle Stefanie den Charakter „Alexander Engel“.
Anschließend folgte sein Einstieg bei der Daily-Soap Unter uns auf RTL. Dort ist Steinhöfel seit dem 23. Mai 2005 als Ingo „Easy“ Winter zu sehen. Bei der Sendung Die Schulermittler hatte er in der Folge „Der verrückte Fan“ eine Rolle als er selbst.
Im Jahr 2008 war er als Schauspieler bei der Neuverfilmung von Die Brücke engagiert.
Er spielte in der Folge „Vergeltung“ der RTL-Serie Countdown – Die Jagd beginnt den Pfleger Helge.
2011 spielte er neben Elyas M’Barek und Karl Kranzkowski in Biss zur großen Pause – Das Highschool Vampir Grusical, einem Film der Funny Movie-Reihe von ProSieben, den Vampir Edwin Wolfenstein.
Lars Steinhöfel lebt in Düsseldorf und hat einen Halbbruder sowie zwei Stiefbrüder. Im Januar 2014 äußerte er sich erstmals öffentlich zu seiner Homosexualität.
Im März sprach er anlässlich des Jugendkongresses 2014 über seine Erlebnisse vor und nach seinem Coming-out. Gemeinsam mit Marlon Jost (Vorstand Jugend gegen AIDS) führte er eine Diskussion mit jugendlichen Teilnehmern über eine notwendige Veränderung in der Gesellschaft, und darüber, dass er einen lockereren Umgang mit dem Thema fordert und sich wünscht, dass mehr Jugendliche auf Augenhöhe von Organisationen wie Jugend gegen AIDS aufgeklärt werden.
Seit 2017 war er mit dem Blogger Dominik Schmitt liiert. Die beiden haben sich 2017 über Instagram kennengelernt. Gemeinsam gingen beide im Jahr 2021 als Sieger der Reality-TV-Show Das Sommerhaus der Stars hervor. Im April 2023 wurde die Trennung bekannt.
Im Februar 2021 war Steinhöfel Teil der Initiative #ActOut im SZ-Magazin, zusammen mit 184 anderen lesbischen, schwulen, bisexuellen, queeren, intergeschlechtlichen und transgender Personen aus dem Bereich der darstellenden Künste.

## Filmografie
- 2001: Unser Papa, das Genie
- 2001: Hallo Robbie!
- 2002: Für alle Fälle Stefanie
- seit 2005: Unter uns
- 2008: Die Brücke
- 2010: Biss zur großen Pause – Das Highschool Vampir Grusical
- 2011: Die Schulermittler
- 2012: Breakpoint
- 2013: Das perfekte Promi-Dinner
- 2015: Tape 13
- 2021: Das Sommerhaus der Stars
- 2024: Grill den Henssler
- 2024: Mein Mann kann